# Hedda Gabler (film fra 1920)
Hedda Gabler er en italiensk stumfilm fra 1920 af Giovanni Pastrone og Gero Zambuto.

## Medvirkende
- Italia Almirante Manzini som Hedda Gabler
- Ettore Piergiovanni som Erberto Lovborg
- Oreste Bilancia som Giorgio Tessmann
- Diana D'Amore som Tea
- Vittorio Rossi Pianelli som Brak
- Letizia Quaranta som Edith
- Léonie Laporte
- Gabriel Moreau